# Котлинска клима
Котлинска клима је варијетет између умерноконтиненталне и планинске климе. Јавља се у високим крашким пољима и котлинама. Карактерише је температурна инверзија, па су стога зиме оштрије него у околним пределима, а лета знатно свежија и пријатнија. У котлинама се током ноћи „узјезерава“ хладан ваздух, а у исто време је простор изнад њих топлији и загрејанији. Оваква клима карактеристична је за Никшићко и Цетињско поље, ако и за Сјеничку, Беранску и Пљеваљску котлину. Блиска је жупној клими, али се разликују по температури и струјању ваздуха.